# Onechi Lwenje
Onechi Lwenje (nacido en 1985) es un actor de cine de Zambia. También es un prolífico autor, cineasta y productor.

## Biografía
Onechi nació en Lusaka, Zambia, de padre periodista y madre agroeconomista, con tres hermanos. Su padre, Patson Victor Robert Lwenje, se desempeñó en el servicio diplomático en Beijing, China, cuando él tenía dos años y medio, y fue periodista en la década de 1980, crítico musical y escritor de entretenimiento.
Estudió Gestión de Sistemas de Información en la ZCAS. También es un ingeniero de sistemas certificado de Microsoft y trabajó para NCC Phoneix Contractors y Mediterranean Shipping Company durante algunos años.

## Carrera profesional
En 1999, se unió al proyecto para producir una obra de teatro sobre las drogas y anti-sida llamada Don't. Actuó en esa obra en distritos vecinos en unas 10 escuelas. En 2005, comenzó a componer poemas y se unió a varias revistas y publicaciones, incluidas 'Nkhani Kulture' en 2010 y 'Nkwazi In-Flight' en 2013.
También participó en una serie de programas y publirreportajes para la Comisión Electoral de Zambia (ECZ) y Zamtel. Establecido como actor, formó la compañía de medios llamada 'Landmark Communications Limited'. Su primera producción fue Shift y su primer largometraje fue Guilt en 2013. La película ganó los premios a la Mejor Película, Fotografía y Montaje en la Ceremonia de Entrega de Premios de Televisión y Radio de Zambia Film 2014.
En 2013, se convirtió en editor adjunto de la revista 'Proflight'. Luego se convirtió en editor en jefe de publicaciones específicas de la industria como 'Agri-Pro' 'Agri-Plus' y 'Zambian Mining'. También realizó asignaciones como la biografía oficial de la ciudad de Lusaka para las celebraciones del centenario.
En 2014, actuó en la serie de televisión Love Games, que ganó un premio Africa Magic Viewer's Choice Award. En 2016, actuó como 'Fletcher' en la serie de televisión Zambezi Magic Fever. Ese mismo año, creó una serie web llamada The Adventures of Duncan Hollywood: Rise of a Zambian Superstar.
Participó en el quinto episodio de My Lusaka en la serie My Africa que se emitió en los Estados Unidos.

## Filmografía
| Año  | Título     | Papel          | Ref.  |
| ---- | ---------- | -------------- | ----- |
| 2012 | Shift      | Productor      |       |
| 2013 | Guilt      | Director       |       |
| 2014 | Love Games | Actor          |       |
| 2016 | Fever      | Fletcher       |       |
| 2017 | My Africa  | Como presenter | [ 7 ] |